# L'Olonnais
Jean-David Nau, poznatiji kao l'Olonnais (Olonjanin, čovjek iz Olonnea) bio je francuski pirat, aktivan na Karibima tijekom 1660-ih. Bio je jedan od najuspješnijih bukanira 17. stoljeća, zarobljavajući čitave gradove. Također je bio poznat i po nečuvenoj okrutnosti.

## Životopis

### Mladost
Smatra se da je l'Olonnais rođen u francuskoj pokrajini Les Sables-d'Olonne, zbog čega je i dobio nadimak "Olonjanin", oko 1635. godine. L'Olonnais je put prvi došao na Karibe kao neplaćeni sluga tijekom 1650-ih. Do 1660., njegov ugovor je istekao, a on je počeo lutati raznim otocima, prije nego što konačno došao na Hispaniolu i pridružio se bukanirima koji su pljačkali španjolske posjede i brodove u Zapadnoj Indiji.

### Piratska karijera
Godinu ili dvije nakon početka njegove piratske karijere, l'Olonnais je doživio brodolom u blizini Campechea u Meksiku. Grupa španjolskih vojnika napala je l'Olonnaisa i njegovu posadu, pobivši ih gotovo sve. L'Olonnais je preživio premazavši se krvlju drugih i sakrivši se među mrtvima. Nakon što su Španjolci otišli, l'Olonnais je, uz pomoć nekih robova, pobjegao i otišao na Tortugu. Nedugo nakon toga, on i njegova posada su ucijenili cijeli grad, zahtijevajući otkupninu od španjolskih vladara. Guverner Havane poslao je ratni brod da preotme otok i pobije l'Olonnaisove ljude, no pirati su sve Španjolce zarobili i odrubili im glave. L'Olonnais je poštedio jednog Španjolca, kako bi mogao prenijeti poruku u Havanu. Poruka je glasila:"Od sada više nikada neću udijeliti milost ni jednom Španjolcu."

### Pljačka Maracaiba
1667., l'Olonnais je isplovio s Tortuge s flotom od osam brodova i posadom od šest stotina pirata kako bi osvojio Maracaibo. Na putu, l'Olonnaisova flota je naišla na španjolski brod s blagom. Brod je zarobljen, te su pirati ustanovili da nosi bogati tovar kakaoa, dragulja, i više od 260.000 srebrnih pesosa.
U to vrijeme, ulaz u jezero Maracaibo (a time i sam grad) branila je utvrda sa šesnaest topova koja se smatrala neosvojivom. No l'Olonnais joj je prišao s nebranjene kopnene strane, te ju zauzeo. Potom je nastavio s pljačkom grada, ali je utvrdio da je većina stanovnika pobjegla, te da je njihovo zlato skriveno. L'Olonnaisovi ljudi su ušli u trag stanovnicima te ih mučili kako bi ovi otkrili gdje su sakrili svoju imovinu. L'Olonnais se osobno istakao u mučenju zarobljenih Španjolaca. Pirati su također onesposobili topove na utvrdi i srušili veći dio gradskih obrambenih zidina kako bi si osigurali brzi bijeg u slučaju potrebe.
Tijekom sljedeća dva mjeseca, l'Olonnais i njegovi ljudi su silovali, pljačkali i na kraju spalili velik dio Maracaiba prije premještanja prema jugu do Gibraltara, na južnoj obali jezera Maracaibo. Unatoč tome što su bili brojčano slabiji, pirati su pobili 500 vojnika gibraltarskog garnizona i zatražili otkupninu od grada. Usprkos tome što su Španjolci predali piratima 20.000 srebrnih pesosa i pet stotina krava, l'Olonnaisovi ljudi su nastavili pljačkati grad, sakupivši ukupno 260.000 srebrnih pesosa, dragulje, srebro, svilu, kao i velik broj robova. Šteta koju je l'Olonnais nanio Gibraltaru bila je toliko velika da je grad, nekoć glavno središte za izvoz kakaoa, gotovo prestao postojati do 1680. godine.

### Daljni pothvati
Vijesti o l'Olonnaisovom napadu na Maracaibo i Gibraltar dosegle su Tortugu, a l'Olonnais je stekao glas po svom divljaštvu i okrutnosti. Ubrzo je dobio nadimak "Prokletstvo Španjolske" (francuski: Fléau des Espagnols). Sedam stotina pirata pridružilo mu se kada je pripremio sljedeću ekspedicije, ovaj put na srednjoameričko kopno, 1668. godine. Nakon što je opljačkao Puerto Cabello, l'Olonnaisa su iz zasjede napale brojne španjolske snage na putu za San Pedro. Jedva porazivši Španjolce, l'Olonnais je naredio da mu dovedu dva zarobljena dva španjolska vojnika. Alexandre Exquemelin je o tome zapisao:
"Izvukao je svoju sablju, te njome rasjekao grudi jedan od onih nesretnih Španjolaca, te mu iščupao srce svojim svetogrdnim rukama, kako bi ga počeo gristi sa svojim zubima, kao gladan vuk, govoreći preostalom: I ti ćeš jednako završiti, ako mi ne pokažeš neki drugi put."
Užasnut, preživjeli španjolski vojnik pokazalo je l'Olonnais siguran put. Međutim, l'Olonnais i njegovi preživjeli ljudi bili su u sljedećem sukobu odbijeni, te su se povukli natrag na svoj brod. Brod se nasukao na sprud na obali Dariena, u pokrajini Panama. Nije bilo moguće odsukati brod, te su pirati krenuli u unutrašnjosti nadajući se naći hranu. No ondje su ih napali i zarobili Indijanci darienskog plemena Cuna. Smatra se da su pirate domorodci pojeli na ljudožderskoj gozbi. Exquemelin je zapisao da su Indijanci l'Olonnaisa:
"živog raskomadali, bacajući dijelove tijela u vatru ud po ud, a njegov pepeo u zrak, kako ne bi ostalo ni traga ni sjećanja na takvo sramotno, nečovječno stvorenje."

## U popularnoj kulturi
- L'Ollonaisov pohod na Maracaibo i Gibraltar je prikazan u pustolovnom romanu Crni gusar, talijanskog književnika Emilia Salgarija. Ondje se glavni junak pridružuje l'Ollonaisovoj ekspediciji kako bi se osvetio svom smrtnom neprijatelju.
- L'Ollonais je minorni lik u pustolovnom romanu Piratske širine, gdje se opravdava engleskom guverneru Jamajke zbog nezakonitog zarobljavanja španjolskog trgovačkog broda.
- U romanu Petera Benchleya Otok iz 1979., glavni junaci otkrivaju da su za nestanke brodova u Bermudskom trokutu odgovorni potomci L'Ollonaisovih pirata koji su 300 godina ranije na Bahamima utemeljili piratsku koloniju koja je ostala neotkrivena do 20. stoljeća. Po romanu je 1980. snimljen istoimeni film.

## Vanjske poveznice
- Slavni bukaniri: Francois L'Ollonais
- Pirati i gusari: Povijest piratstva: L'Ollonais